# BEXCO
BEXCO（ベクスコ、벡스코）は韓国・釜山広域市海雲台区にある国際コンベンションセンター。2001年9月開業。
名称はBusan EXhibition & COnvention centerの略である。

## 歴史
元々、この地には1940年から水営飛行場があったが、1948年には臨時国際空港として認められたのち、1958年に釜山飛行場へと名称変更され、そして1963年には正式に国際空港へと変化した。
しかし、1976年に国際空港としての機能を金海郡（現在の江西区）に場所を移した上で、金海国際空港をオープンさせたあとは空軍飛行場として使用されていたが、1987年に閉鎖された。
閉鎖後の1998年10月、センタムシティとして開発されていた同地の一角を国際展示場として着工し、2001年5月に名称が「BEXCO」に決定した。2001年12月1日、2002 FIFAワールドカップの本大会グループリーグ組み合わせ抽選会が開催された。
2012年6月には第2展示場も完成し、フロア面積が一気に広がった。
2022年にはゲーム『League of Legends』の国際大会MSIが当地で開催。

## 概要
- 第1展示場 - 26,508 m2
- 第2展示場 - 19,872 m2 (うち、1階9,936 m2)

## 最寄駅
- 釜山交通公社2号線：センタムシティ駅
  - 少し距離があるものの韓国鉄道公社東海線のBEXCO駅からもアクセス可能。両BEXCO駅は「ペクスコ」の表記になっている。